# Stenohelia conferta
Stenohelia conferta är en nässeldjursart som beskrevs av Hilbrand Boschma 1968. Stenohelia conferta ingår i släktet Stenohelia och familjen Stylasteridae. Inga underarter finns listade i Catalogue of Life.